# 스너글
스너글은 미국과 캐나다에서 Henkel North American Consumer Goods에서 판매하는 섬유유연제 브랜드이다. 이 브랜드는 1983년 유니레버에 의해 소개되었다. 제품은 시트 또는 액체(농축 및 비농축 형태)로 제공된다.
2008년 9월 Vestar Capital Partners는 Snuggle, Wisk, All, Surf 및 Sunlight 브랜드를 포함하는 Unilever의 북미(미국, 캐나다 및 푸에르토리코) 세탁 사업을 인수했다. 이전 Unilever 사업은 Huish Detergents, Inc.와 결합하여 The Sun Products Corporation 을 형성했다.
2016년 6월 24일, Henkel AG & Co. KGaA ("Henkel")의 자회사인 Henkel Consumer Goods Inc.는 The Sun Products Corporation을 인수하기 위한 최종 계약에 서명했다. 거래 금액은 35억 달러에 달했다.

## 마스코트
1983년 브랜드 런칭 이후, 스너글 베어는 섬유 유연제 스너글 라인의 마스코트였다. 꼭두각시는 Kermit Love에 의해 만들어졌다. 목소리는 원래 Corinne Orr가 제공했다. 2006년 라디오 인터뷰에서 Micky Dolenz는 자신이 당시 스너글의 목소리였다고 말했다. 2009년 말 현재 이 곰의 목소리는 뉴욕의 애니메이션 및 광고 성우인 Elena M. Schloss가 담당했다.

## 사건사고

### 리콜
2001년에는 제품 판매에 포함된 150,000개의 스너글 "Teeny Bean Bears"가 나이트 캡의 폼폼이 분리되어 영유아에게 질식 위험이 있다는 이유로 리콜되었다.
2002년에 스너글 섬유 유연제와 함께 배포된 4백만 개의 봉제 곰이 눈과 코가 빠질 수 있어 어린 아이들에게 질식 위험을 줄 수 있다고 판단했을 때 리콜되었다.